# Cardioperla edita
Cardioperla edita är en bäcksländeart som beskrevs av Hynes 1982. Cardioperla edita ingår i släktet Cardioperla och familjen Gripopterygidae. Inga underarter finns listade i Catalogue of Life.